# Адельберт фон Баудіссін
Адельберт Гайнріх граф фон Баудіссін (нім. Adelbert Heinrich Graf von Baudissin; 25 січня 1820 — 23 березня 1871) — німецький письменник. Адельберт був сьомою дитиною від шлюбу графа Христіана Карла фон Баудіссена і Магдалени урод. Куннінгер (Kunninger). Серед його братів і сестер також були писменники (Вольф, Ульріх, Аста, Текла фон Баудіссен). Письменниця Кароліна фон Баудіссін (Caroline Adelheid Cornelia von Baudissin) була його бабцею. Його син Вольф (Wolf Ernst Hugo Emil Graf von Baudissin, 1867—1926) тежбув письменником.

## Біографія
Після закінчення гімназії у Шлезвігу Адельберт фон Баудіссін з 1837 р. вивчав гірничу справу та металургію в Гірничої академії Фрайбергу у Саксонії. Після закінчення студій він відправився в Австрію, де у 1841 р. вступив на державну службу. У 1848 р. він лишив свою досить високу посаду і повернувся до Шлезвіг-Гольштейну і вступив добровольцем у Перший шлезвіг-гольштейнський єгерський корпус. У цей час йшла Дансько-пруська війна 1848-1850) за володіння Шлезвіг-Гольшейном. У 1850 р. він став молодшим лейтенантом у 3-й єгерському корпусі, а у наступному році у 3-му піхотному батальйоні. Після війни він мусив полишити Шлезвіг, а оскільки в Австрію повертатися не міг, він вирішив виїхати у 1852 р. до Північної Америки. В штаті Міссурі, де розселилася велика німецька діаспора, він був фермером, пізніше книготорговцем і редактором малознаного часопису «Stadt Heilbrunn», брав участь у виданні газети Der Courier (Вашингтон штату Міссурі). Деякий час займався також гірничою справою. Після того як вибухнула війна між Північчю і Півднем Америки, він повернувся до Німеччини, поселився в Альтоні і присвятив себе літературній діяльності. Він написав кілька творів з історії з Шлезвіг-Гольштейну, зокрема, «Історію Шлезвіг-Гольштейнської війни» (Geschichte des schleswig-holsteinischen Kriegs, Ганновер , 1862), «Хрістіан VII та її двір» (Christian VII. und sein Hof). Але його твори меншого формату рідко піднімалися над рівнем звичайного легкого читання. Свої часом критичні враження від життя в Америці він відобразив у романах «Петер Тют: Перебування в Америці» (Peter Tüt: Zustände in Amerikam, Altona, 1862) і «Поселенець у штаті Міссурі» (Der Ansiedler im Missouri-Staat, Iserlohn, 1864). З 1865 по 1870 р. Баудіссін був штатгальтером в двох округах Гольштейну, інспектором на островах західного узбережжя, з метою вивчення процесу утворення дюн виїжджав до Голландії. Під час франко-німецької війни, він був кореспондентом кількох газет у діючій армії. Навесні 1871 р. він захворів у Меці і хотів повернутися на батьківщину, але доїхав лише до Вісбадена, де невдовзі помер.